# Thyra Detter
Thyra Carolina (Carin) Detter, född Hellberg den 9 juni 1894 i Hjo stadsförsamling, Skaraborgs län, död den 16 juli 1995 i Stockholm, var en svensk författare.
Efter läroverksstudier bedrev hon språkstudier i London 1925–1926 och i Paris 1926–1927. 
Hon gifte sig 1927 med advokaten Nils Detter och blev mor till Ingrid Detter. Makarna vilar på Skogskyrkogården i Stockholm.